# Coalició per una Europa Solidària
Coalició per una Europa Solidària (en castellà: Coalición por una Europa Solidaria, en basc: Europa Solidarioaren Aldeko Koalizioa, en gallec: Coalición por unha Europa Solidaria) (CEUS) és una coalició electoral formada per partits nacionalistes i regionalistes, de centreesquerra a centredreta, per concórrer a les eleccions al Parlament Europeu de 2019.
L'aliança és successora de la Coalició per Europa de 2014 i està formada pel Partit Nacionalista Basc (EAJ-PNV), Coalició Canària-Partit Nacionalista Canari (CC–PNC), Compromís per Galícia (CxG), Geroa Bai (GBai), Proposta per les Illes (El PI).

## Eleccions de 2019
En les eleccions de 2019 també en participà Demòcrates Valencians (DV) i tingueren el suport d'Units per Avançar (Els Units).

### Candidats
Els representants en cap de tots els partits de la coalició es troben entre els vuit primers candidats:
1. Izaskun Bilbao (Partit Nacionalista Basc (EAJ-PNV))
2. Luis Padilla Macabeo (Coalició Canària-Partit Nacionalista Canari (CC–PNC))
3. Juan Carlos Piñeiro (CxG)
4. Daniel Innerarity (GBai)
5. Maria del Mar Llaneras (Proposta per les Illes (El PI))
6. Andoni Aldekoa (EAJ-PNV)
7. María Belén González (CC-PNC)
8. Lluís Vicent Bertomeu (DV)

### Denominació i candidats per comunitat autònoma
La candidatura es va registrar oficialment com Coalición por una Europa Solidaria (CEUS) amb Izaskun Bilbao (EAJ-PNV) com a cap de llista. Tot i així, la Llei Orgànica de 5/1985 permet una denominació i uns candidats en cap diferents per cada comunitat autònoma.
| Comunitat autònoma | Denominació especial | Cap de llista                   |
| ------------------ | --- | ------------------------------- |
| Catalunya          | Coalició per una Europa Solidària - Coalición por una Europa Solidaria                                                        | Izaskun Bilbao (EAJ-PNV)        |
| Galícia            | Compromiso Por Galicia - Coalición por una Europa Solidaria                                                                   | Juan Carlos Piñeiro (CxG)       |
| Illes Balears      | El Pi-Proposta per les Illes Balears - Coalición por una Europa Solidaria                                                     | María del Mar Llaneras (El Pi)  |
| Illes Canàries     | Coalición Canaria-Partido Nacionalista Canario - Coalición por una Europa Solidaria                                           | Luis Guillermo Padilla (CC-PNC) |
| Navarra            | Geroa Bai - Europa Solidarioaren Aldeko Koalizioa-Coalición por una Europa Solidaria                                          | Daniel Innerarity (GBai)        |
| País Basc          | Euzko Alderdi Jeltzalea-Partido Nacionalista Vasco - Europa Solidarioaren Aldeko Koalizioa-Coalición por una Europa Solidaria | Izaskun Bilbao (EAJ-PNV)        |
| País Valencià      | Demòcrates Valencians - Coalició per una Europa Solidària                                                                     | Lluís Vicent Bertomeu (DV)      |

## Eleccions de 2024
En les eleccions de 2024 no participà Demòcrates Valencians (DV), que desapareixeria mesos després, el Partit Nacionalista Canari, que abandonà la Coalició Canària per presentar-se en solitari a les Eleccions al Parlament de Canàries de 2023 ni Units per Avançar, i Geroa Socialverds, creat pels independents de Geroa Bai es va incorporar a la coalició, juntament amb Atarrabia Taldea.

### Candidats
1. Oihane Agirregoitia Martínez (Partit Nacionalista Basc (EAJ-PNV))
2. Carlos Enrique Alonso Rodríguez (Coalició Canària (CC))
3. Amaia Arrizabalaga Idiáquez (Geroa Socialverds)
4. Jordi Prunes Moya  (Proposta per les Illes (El PI))
5. Aitana Agirre Loiarte (EAJ-PNV)
6. Oswaldo Betancort  (CC)
7. Miren Itxaso Soto Díaz de Cerio (Geroa Socialverds)
8. Caterina Neus Serra Cañellas (EL PI)

## Resultats electorals
| Eleccions al Parlament Europeu | Eleccions al Parlament Europeu | Eleccions al Parlament Europeu | Eleccions al Parlament Europeu | Eleccions al Parlament Europeu | Eleccions al Parlament Europeu | Eleccions al Parlament Europeu | Eleccions al Parlament Europeu | Eleccions al Parlament Europeu |
| Data                           | Candidat                       | Vots                           | +/–                            | %                              | +/–                            | Escons                         | +/–                            |                                |
| ------------------------------ | ------------------------------ | ------------------------------ | ------------------------------ | ------------------------------ | ------------------------------ | ------------------------------ | ------------------------------ | ------------------------------ |
| 2019                           | Izaskun Bilbao Barandica       | 633.090                        | N/A                            | 2,82 / 100                     | N/A                            | 1 / 54                         | N/A                            |                                |
| 2024                           | Oihane Agirregoitia            | 281.064                        | 352.026                        | 1,21 / 100                     | 1,61                           | 1 / 61                         | =                              |                                |